# Lemniscomys bellieri
Lemniscomys bellieri là một loài động vật có vú trong họ Chuột, bộ Gặm nhấm. Loài này được Van der Straeten mô tả năm 1975.